# ARM Cortex-X1
ARM Cortex-X1是一個基於ARMv8.2-A64位指令集架構設計的中央處理器以及ARM內核。由安謀控股旗下奧斯汀設計中心的奧斯汀團隊設計，而且是ARM Cortex-X 定制 (CXC) 計劃的一部分。

## 設計
ARM Cortex-X1設計基於ARM Cortex-A78，但經過重新設計，因爲只是為了提高性能，因此沒有考慮到性能、功耗和面積 (PPA) 的平衡。ARM表示，ARM Cortex-X1提供比ARM Cortex-A77的整數性能提高 30%和機器學習性能提高100%。
ARM Cortex-X1擁有5條超純量亂序執行解碼流水線並包含3K macro-OP（MOPs）緩存。X1每個週期可以獲取5條指令和8Mops，並且每個週期可以重命名和調度8Mops和16µops（Micro-operation）。亂序執行窗口大小為224位，後端有15個執行端，流水線深度為13個階段，執行延遲（execution latencies）為10個階段，X1還具有4x128b SIMD單元。
ARM Cortex-X1支持DynamIQ技術，與ARM Cortex-A78和ARM Cortex-A55結合使用時，可用作高性能大核。

## 與ARM Cortex-A78的架構變化
- 性能提升約20% (約30%（A77）)[13]
  - 整數性能提高30%
  - 機器學習性能提高100%
- 亂序執行窗口大小已增加到 224位 ( A78有160位)
- SIMD 單元提升到4x128b  (A78有2x128b)
- 面積增加15%
- 5條解碼流水線 (A78有4條)
- 8 MOPs/cycle 解碼緩存帶寬 (A78是 6 MOPs/cycle)
- B L1D 緩存+ 64 KB L1I緩存 ( A78是32/64 KB L1)
- L2緩存有1MB/每核 (A78最大支援512KB/每核)
- L3緩存有8MB (A78最大支援4MB)

## 對外授權
ARM Cortex-X1可作為半導體IP核授權給被許可方（例如高通和聯發科），其設計使其適合與其他IP內核（例如 GPU、數位訊號處理器（DSP）、顯示控制器）集成到一個片上系統（SoC）中。

## 上市產品
- Samsung Exynos 2100[14]
- Qualcomm Snapdragon 888(+)[15]
- Google Tensor[16]